# Mapleton (Maine, statisztikai település)
Mapleton statisztikai település az Amerikai Egyesült Államok Maine államában, Aroostook megyében. Lakosainak száma 623 fő (2020. április 1.).

## Népesség
A település népességének változása:

| 2010 | 683 |
| 2020 | 623 |